# Porto Rico nos Jogos Pan-Americanos de 1979
O Porto Rico competiu nos Jogos Pan-Americanos de 1979 em San Juan, Porto Rico, de 1 a 15 de julho de 1979. Conquistou 21 medalhas nesta edição que sediou os jogos.